# 浮雲 (吉他手)
浮雲（Ukigumo，1978年10月7日—），本名長岡亮介。日本千葉縣出生。目前是東京事變的吉他手與PETROLZ的主唱兼吉他手。

## 生平
- 9歲開始學習鋼琴
- 中學一年級開始學習吉他
- 大學時以吉他手的身分，開始參與樂團活動
- 2002年
  - 擔任椎名林檎第三張專輯《加爾基 精液 栗子花》中「迷彩」、「意識」的吉他演奏
  - 擔任椎名林檎第八張DVD《賣笑高潮》中「映日紅之花」一曲的作曲
- 2005年
  - 由於前任吉他手畫海幹音退出，他加入了『東京事變』並擔任吉他手。
- 2007年
  - 擔任椎名林檎第五張專輯《平成風俗》中「賭博」、「花魁」的作曲

## 作品
1. 映日紅之花 
  - 作詞：椎名林檎　作曲：浮雲
  - 收錄於椎名林檎《賣笑高潮》DVD中
2. 花魁
  - 作詞：浮雲　　　作曲：浮雲
  - 收錄於椎名林檎×齋藤毅（日语：斎藤ネコ）《平成風俗》專輯中
3. OSCA
  - 作詞：浮雲　　　作曲：浮雲
  - 收錄於東京事變《娛樂》專輯中
4. 匝道口
  - 作詞：椎名林檎　作曲：浮雲
  - 收錄於東京事變《娛樂》專輯中
5. Mirror Ball
  - 作詞：浮雲　　　作曲：浮雲
  - 收錄於東京事變《娛樂》專輯中
6. 復仇
  - 作詞：椎名林檎　作曲：浮雲
  - 收錄於東京事變《娛樂》專輯中
7. 某都民
  - 作詞：椎名林檎　作曲：浮雲
  - 收錄於東京事變《娛樂》專輯中
8. 月極姫
  - 作詞：椎名林檎　作曲：浮雲
  - 收錄於東京事變《娛樂》專輯中
9. 地下鐵
  - 作詞：浮雲　　　作曲：浮雲
  - 收錄於東京事變《娛樂》專輯中
10. 目覚め
  - 作詞：浮雲　　　作曲：浮雲
  - 收錄於友阪理惠《トリドリ。》專輯中
11. 我已經敢想你
  - 編曲：浮雲、林宥嘉、丁世光、許郁瑛、徐梵、賴聖文
  - 收錄於林宥嘉《今日營業中》專輯中

## 外部連結
- 東京事変 （页面存档备份，存于） - EMI Music Japan中的官網
- 東京事変 | Virgin Music Co. /EMI Music Japan - Virgin Music中的官網
- Petrolz （页面存档备份，存于） - Petrolz官方網站
- ピンクブログ （页面存档备份，存于） - 浮雲/長岡亮介部落格